# Gangster style
I Gangster style, chiamati anche original gangster o old school  sono uno stile di cocktail che fanno parte della classe Duo e Trio.

## Caratteristiche
I cocktail gangster, essendo principalmente duo cocktail, sono preparati con un distillato ed un liquore e serviti in bicchieri old fashioned. La caratteristica peculiare è la presenza di whisky di ogni tipo, amaretto o cognac (o anche brandy). Sono cocktail dal sapore intenso e il tenore alcolico alto. 

### Etimologia
Il nome deriva dall'uso di ingredienti tradizionalmente associati all'idea del gangster degli anni del proibizionismo o l'origine comune italiana del Liquore amaretto e della mafia. Inoltre il sapore secco e deciso rispecchia l'idea dell'uomo forte degli anni ruggenti.

## Famiglie
I gangster cocktail presentano una sola famiglia, quella della Triade (o trilogia criminale), composta da Godfather, Godmother e French Connection, caratterizzati dalla presenza dell'amaretto accompagnato da un distillato e il nome in stile mafioso.

## Lista
Sono riportati i principali cocktail appartenenti allo stile gangster:
- Rusty nail
- Sidecar
- Stinger
- Old Fashioned (appartenente anche agli ancestral)
- Rob Roy (appartenente anche ai Martini)
- Manhattan (appartenente anche ai Martini)

### Triade
- Godfather
- Godmother
- French Connection